# Seul face à la nature
Seul face à la nature (ou Man vs. Wild), également intitulé Ultimate Survival dans la version originale, est une émission de télévision diffusée sur Discovery Channel aux États-Unis (sous le titre de Man vs. Wild, Ultimate Survival), Channel 4 au Royaume-Uni (Born Survivor: Bear Grylls), puis NT1 (depuis mars 2009) et Discovery Channel en France. L'émission, produite par la société britannique Diverse Bristol, a été diffusée pour la première fois le 10 novembre 2006 sur Discovery Channel au Royaume-Uni. Depuis 2014, elle est diffusée en France sur RMC découverte.
L'émission relate les aventures de l'animateur et présentateur Bear Grylls volontairement placé dans un environnement sauvage. Son but premier est de retrouver la civilisation dans un délai de dix jours en faisant appel aux techniques de survie en milieu hostile.
Durant une première diffusion, le 2 juin 2009, Will Ferrell rejoint Grylls dans une aventure au nord de la Suède. Plus tard, la même année, Ben Stiller aura également signé pour paraître dans un épisode. Grylls déclare qu'il aurait aimé créer un film de Man vs. Wild en 3D.
En 2010, Bear Grylls signe pour une toute nouvelle émission nommée Bear Grylls : Seul face à la ville, qui a été diffusé pour la première fois aux États-Unis, le 5 mai 2010, et en France, le 13 octobre 2010 sur la chaîne Discovery Channel.
En mars 2012, Discovery Channel rompt son contrat avec Bear Grylls, mettant ainsi fin à l'émission.

## Équipement et techniques de survie
Bear Grylls n'emporte le plus souvent pas plus qu'un équipement minimal : un couteau, une gourde et une pierre à feu. Dans certains épisodes cependant il utilise aussi le cordage ou la toile de son parachute. Il ne possède qu'un délai d'une semaine/10 jours pour se sortir des situations hostiles et ainsi retrouver la civilisation au plus vite. Sa stratégie de survie consiste le plus souvent à trouver un cours d'eau et à le suivre jusqu'à détecter la trace d'une activité humaine. En général, il y parvient en quelques jours.
Certaines tâches s'avèrent nécessaires dans la plupart des situations, et sont effectuées de façon récurrente :
- faire du feu, parfois selon les méthodes paléolithiques de friction de morceaux de bois, ou autres techniques,
- trouver une source d'eau potable, ou à défaut rendre potable une source non-potable, par exemple par filtration et ébullition,
- explorer les cavernes, pour y chercher d'éventuels objets utiles,
- construire un abri pour la nuit,
- franchir des obstacles aussi bien pour monter que pour descendre,
- grimper en haut d'un arbre pour s'orienter,
- construire un radeau pour descendre des rapides,
- dépecer une carcasse, parfois une charogne de plusieurs jours,
- poser des pièges à animaux,
- pêcher selon diverses techniques,
- manger des insectes ou toute sorte d'animaux, le plus souvent crus ou même vivants.

Bear Grylls possède une solide expérience d'alpiniste et une parfaite connaissance du terrain, ainsi que les connaissances botaniques et zoologiques nécessaires pour reconnaître les plantes et animaux comestibles, tout comme la faune et la flore dangereuse pour l'homme. Il est aussi averti par les autorités de l'existence d'animaux protégés qu'il n'a pas le droit de chasser.

## Épisodes
En France, le Studio Canal annonce une commercialisation, à partir du 12 avril 2011, d'un coffret trois DVD de Man vs. Wild (Seul face à la nature) réunissant l’intégralité de la première saison. Neuf épisodes de 45 minutes chacun (parmi eux : Utah, Sahara, Kenya, Alpes françaises, Alaska, Hawaï, Costa Rica). Un 10e épisode bonus intitulé « Guide de survie » est également inclus.
En 2011, l'acteur hollywoodien Jake Gyllenhaal accompagne Bear Grylls en Islande pour un épisode spécial.
| Saison | Saison   | Nombre d'épisodes | Première diffusion | Dernière diffusion |
| ------ | -------- | ----------------- | ------------------ | ------------------ |
|        | Saison 1 | 9                 | 27 octobre 2006    | 2015               |
|        | Saison 2 | 6                 | 9 novembre 2007    |                    |
|        | Saison 3 | 7                 | 6 août 2008        |                    |
|        | Saison 4 | 6                 | 12 août 2009       |                    |
|        | Saison 5 | 11                | 18 juin 2010       |                    |
|        | Saison 6 | 15                | 11 juillet 2011    |                    |
|        | Saison 7 | 13                | 25 juillet 2012    |                    |
|        | Saison 8 | 5                 |                    | 2015               |

## Critiques

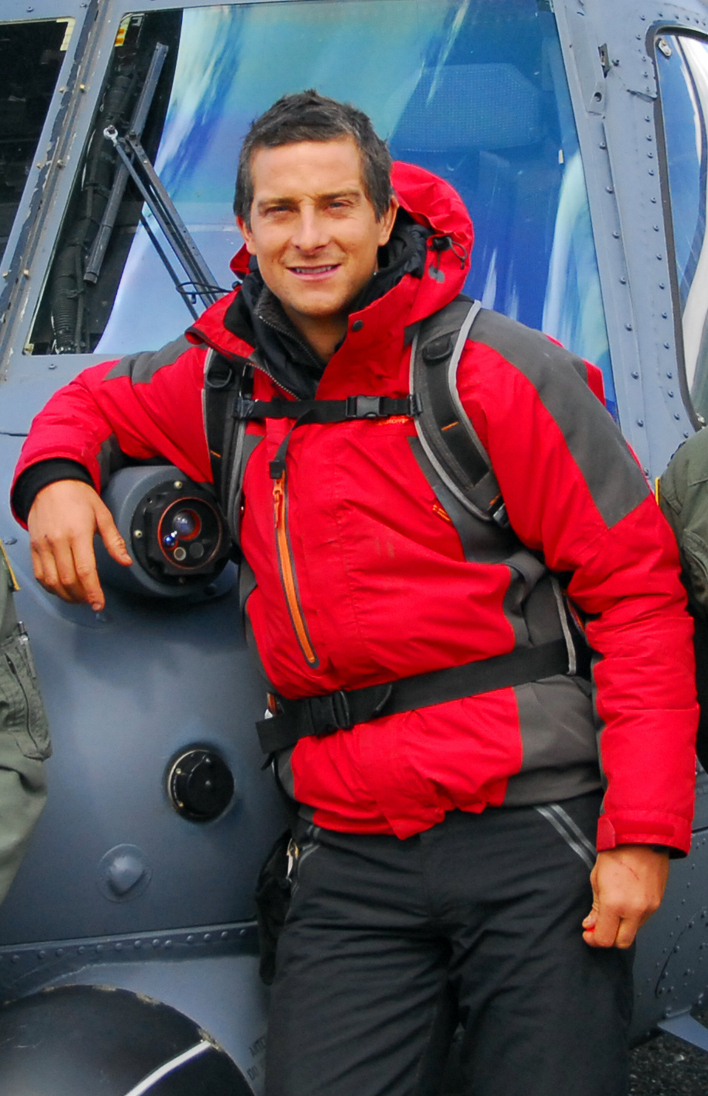
Bear Grylls, présentateur et narrateur de Man vs. Wild.

L'émission de télévision Seul face à la nature a été vivement critiquée pour avoir induit en erreur les téléspectateurs en donnant l'impression que Bear Grylls était véritablement « seul dans la nature » alors que ce n'était jamais le cas. En outre, les critiques allèguent que Grylls se met rarement en position de danger excessif et qu'il se fait même parfois aider par des membres de la production quand il juge que cela est nécessaire.
Certaines des scènes issues de l'émission sont une idée de Mark Weinert, un consultant en survie américain. D'autres scènes ayant été critiquées incluent :
- un épisode qui montre Grylls tentant d'apprivoiser ce qu'il laisse entendre être des « chevaux sauvages » alors qu'il est très nettement vu à l'image que ceux-ci sont brossés et apparemment ferrés[10]. De la même manière, il a été révélé que Grylls, donnant à l'image l'impression d'être seul, avait en réalité planté son bivouac pour la nuit non loin d'un camp militaire lors d'un épisode dans la jungle au Costa Rica, pays démilitarisé;
- un autre épisode qui montre Bear Grylls tentant d'échapper au dioxyde de soufre d'un volcan actif, mais ce n'était en réalité que des effets spéciaux constitués à base de houilles chaudes et de fumigènes[11],[12].

Channel 4 a aussi admis qu'un autre épisode, censé se dérouler sur « une petite île du Pacifique Sud » avait été en réalité tourné dans une péninsule à Hawaï. Dans ce même épisode, Grylls fabriquait sans aucun outil et en quelques heures un radeau qui, en réalité, a été en partie fabriqué par un consultant de la production.

### Réponses aux critiques
Devant de telles accusations, Discovery Channel et Channel 4 ont alors diffusé quatre épisodes re-montés qui enlevaient ou modifiaient les passages qui semblaient être trop « planifiés ».
À la suite des critiques des médias en juillet 2007 sur des éléments de la première saison, British Channel 4 a temporairement suspendu la diffusion de la deuxième, promettant des éclaircissements sur la production et un montage plus transparent. La chaîne a également répondu aux critiques en rétorquant que Grylls effectue lui-même ses cascades ce qui, pour certaines d'elles, l'ont placé dans des situations périlleuses. Channel 4 a également fait valoir que l'émission n'était pas un documentaire mais un « guide de survie » et que, dans ce contexte, cette mise en scène se justifiait.
Discovery Channel a aussi répondu aux critiques en annonçant que les futures diffusions seraient modifiées — notamment avec un petit bandeau avant le début de l'émission — pour mieux montrer aux téléspectateurs quand Grylls est laissé seul pour survivre durant le tournage. Depuis, Grylls précise, face caméra, quand il reçoit assistance, le but étant de mieux expliquer les tactiques de survie ou certaines manipulations à faire pour plus de sécurité.
Depuis ces critiques, Grylls demande par ailleurs que les caméras tournent lors des coulisses de l'émission pour montrer ce qu'il s'y passe réellement,.

## Culture populaire
Un jeu vidéo fondé sur la série est sorti sur les consoles PlayStation 3, Xbox 360 et Wii le 26 avril 2011. Une application intitulée Bear Grylls - Bear Essentials a été commercialisée dans le App Store d'Apple en 2010, ainsi que sur Google Play. La toute nouvelle version est la 1.1. Il existe également des jeux mobile, tels que Survival Run with Bear Grylls ou Air Bear Grylls, disponible sur Android.